# Otto Frödin (musiker)
Johan Otto Frödin, född 31 december 1841 i Frötuna socken, Stockholms län, död 20 juli 1908 i Uppsala, var en svensk organist och musiklärare. Han var far till John, Otto och Gustaf Frödin. 
Frödin blev elev vid musikkonservatoriet i Stockholm 1859, avlade organist- och skolkantorsexamen där 1863 samt folkskollärarexamen i Uppsala 1866. Han var musiklärare vid folkskollärarseminariet i Uppsala 1866–1907 och organist vid centralhospitalet där från 1867. Frödin är begravd på Uppsala gamla kyrkogård.